# Rhyacophila stenostyla
Rhyacophila stenostyla är en nattsländeart som beskrevs av Martynov 1930. Rhyacophila stenostyla ingår i släktet Rhyacophila och familjen rovnattsländor. Inga underarter finns listade i Catalogue of Life.